# Фойерверк
 Тази статия е за пиротехническите ефекти.  За филма вижте Фойерверки (филм).  
Фойерверките (на немски: Feuerwerk) са клас експлозивни пиротехнически устройства, използвани за естетически и развлекателни цели.
Фойерверките произвеждат четири основни ефекта: шум, светлина, пушек и плаващи материали (например конфети). Могат да бъдат направени така, че да горят с цветен пламък и искри. Фойерверките често са ключов момент при празнуването на много празненства.
Фойерверките са изобретени в Китай преди векове, като естествено продължение на едно от четирите велики изобретения на древен Китай, барутът. Фойерверки са били използвани и все още се използват на празници като китайската нова година и лунния фестивал в средата на есента. Днес Китай е най-големият производител и износител на фойерверки в света.
Фойерверките са класифицирани, според това къде изиграват своята роля, като наземни или въздушни. Въздушните се изстрелват високо в небето, например с ракети.

## Състав
Най-общо всички фойерверки са горящи смеси от механично смесени окислител и гориво т.е. аналози на черен барут. Обикновените „пиратки“ съдържат пиролузит (MnO2)и алуминиев прах понякога и сяра. Цветните фойерверки дължат цвета си на различни метални прахове. Посипана готварска сол (NaCl) върху запалена свещ дава жълто оцветяване, медна тел или син камък (CuSo4) оцветяват пламъка в синьозелено.
- Na оцветява пламъка в жълто
- Ca оцветява пламъка в керемиденочервено
- Sr оцветява пламъка в червено
- Ba, H3BO3, Cu оцветява пламъка в зелено
- Se, Cu оцветява пламъка в синьо
- K оцветява пламъка във виолетово

|  | Тази страница частично или изцяло представлява превод на страницата Fireworks в Уикипедия на английски. Оригиналният текст, както и този превод, са защитени от Лиценза „Криейтив Комънс – Признание – Споделяне на споделеното“, а за съдържание, създадено преди юни 2009 година – от Лиценза за свободна документация на ГНУ. Прегледайте историята на редакциите на оригиналната страница, както и на преводната страница, за да видите списъка на съавторите. ВАЖНО: Този шаблон се отнася единствено до авторските права върху съдържанието на статията. Добавянето му не отменя изискването да се посочват конкретни източници на твърденията, които да бъдат благонадеждни. |